# Gens Matia
La gens Matia fue una familia plebeya en la antigua Roma durante el siglo I a. C. y en la época imperial. La gens se conoce por un solo personaje, Cayo Macio, un erudito équite, amigo íntimo tanto de Julio César como de Cicerón.

## Miembros
- Cayo Macio, amigo de César y Cicerón, posteriormente se hizo amigo de Augusto, pero nunca explotó su relación para beneficio personal. Probablemente sea el mismo Cayo Matio que tradujo la Ilíada al latín y escribió varias otras obras sobre economía, agricultura y cocina.[1][2]
- Cayo Macio Sabinio Sullino Vaciniano Anicio Máximo Cesuleno Marcial Pisibano Lépido, Flamen Julianus alrededor del 186 d. C., fue cónsul suffectus en un año incierto.[3]